# Kleinkastell Pohl

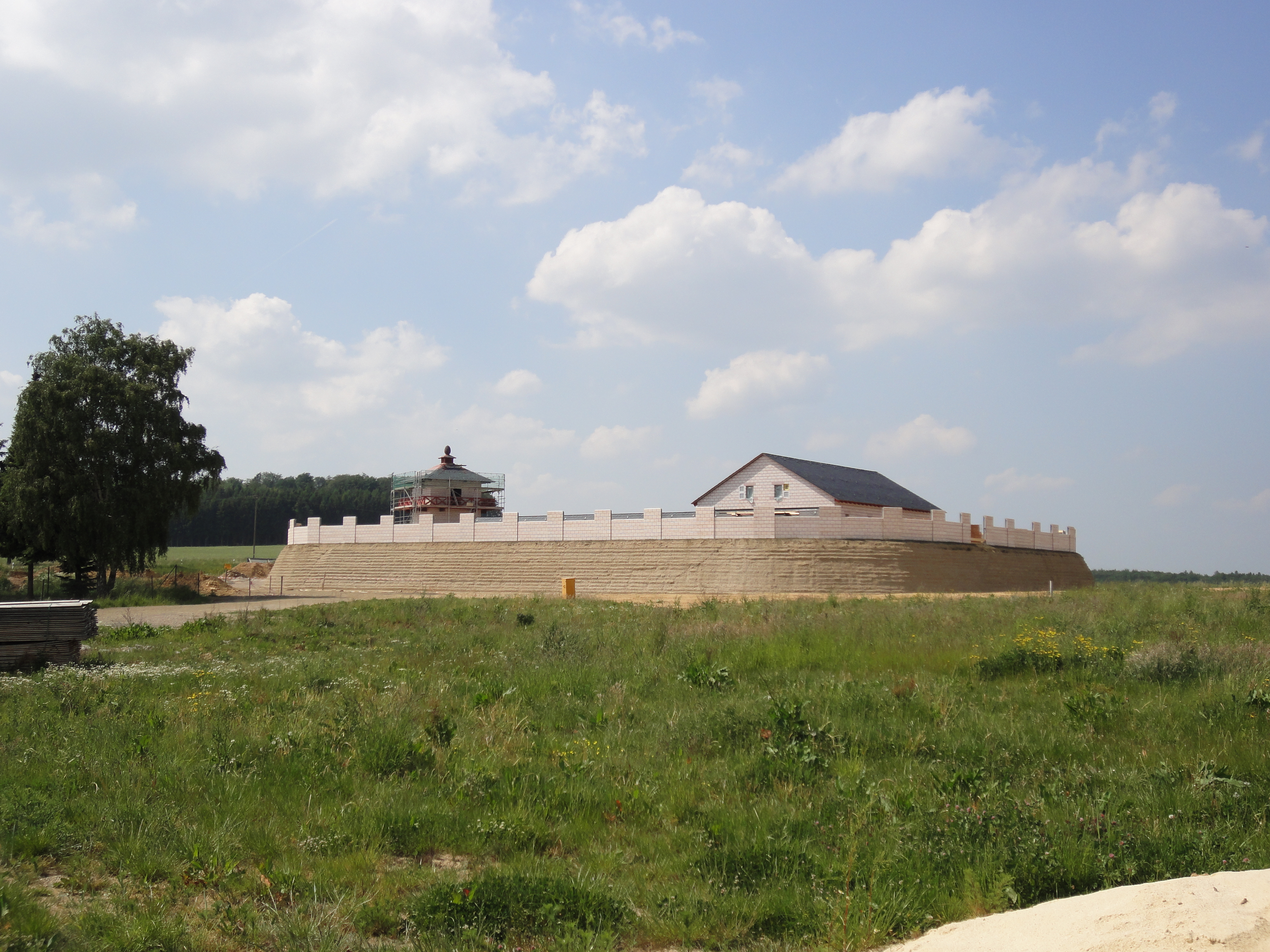
Rekonstruktionsversuch des Kleinkastells im Mai 2011

Das Kleinkastell Pohl (in der älteren Literatur auch Kleinkastell „An der Ecke bei Pohl“) war ein römisches Grenzkastell des Obergermanischen Limes, der seit 2005 den Status eines UNESCO-Weltkulturerbes besitzt. Das frühere Militärlager befindet sich heute als Bodendenkmal am Ortsrand von Pohl (Verbandsgemeinde Bad Ems-Nassau), einer Ortsgemeinde im rheinland-pfälzischen Rhein-Lahn-Kreis.

## Lage

Kleinkastell Pohl

Das Kleinkastell Pohl befand sich in rund 337 Höhenmetern an einem exponierten Punkt des Limes, an dem dieser seine bis hierher nach Ostnordost bei Ost verlaufende Richtung abrupt um rund 75 Winkelgrade änderte, um seinen Weg anschließend in südöstliche Richtung fortzusetzen. Schon dem Archäologen und Offizier Karl August von Cohausen war diese militärisch bedeutsame Position aufgefallen. Hier stieß auch noch eine – vom Rheintal im Westen her kommende – Straße auf eine alte Fernverbindung, die vom unteren Lahntal zum Taunus führte. Die Sicherung dieses verkehrsgeographisch bedeutsamen Punktes, des sich dadurch ergebenden Limesübergangs und des sich durch die Verlaufsänderung der Grenze bildenden „Geländekeils“ oblag der Besatzung der kleinen Garnison.
Im heutigen Ortsbild befindet sich das (nicht mehr sichtbare und zum Teil überbaute) Bodendenkmal am nordöstlichen Ortsrand der Gemeinde, in dem Bereich, in dem die Schulstraße den Ort in Richtung Lollschied verlässt.

## Befunde
Die von der Reichs-Limeskommission, insbesondere 1897 bis 1900 unter der Leitung von Robert Bodewig und 1903 unter Ernst Fabricius, der das Kastell letztendlich entdeckte, wiederholt durchgeführten archäologischen Ausgrabungen führten insgesamt zu nur unbefriedigenden Erkenntnissen. Demnach handelte es sich bei der kleinen Fortifikation von Pohl um ein rechteckiges Holz-Erde-Bauwerk mit den Seitenlängen von rund 43 × 34 m. Die Umwehrung bestand aus einem mit Palisaden besetzten Erdwall, der mit Rasensoden befestigt war. Auf der Krone des Walls, hinter der Palisade, befand sich ein schmaler Wehrgang. Als Annäherungshindernis diente ein einfacher, bis zu 2,35 m tiefer Spitzgraben.
Die Innenbebauung war vermutlich in Holzbauweise ausgeführt. Die Spuren dieser Holzbauten waren bereits abgegangen oder konnten mit den grabungstechnischen Methoden der Zeit noch nicht erfasst werden. Wahrscheinlich handelte es sich um eine U-förmige Anlage, bei der sich an ein rückwärtiges, zum Vordertor ausgerichtetes, repräsentatives Hauptgebäude (Stabsgebäude, Kommandantenwohnung) seitlich zwei Mannschaftsbaracken anschlossen. Steinerne Baufragmente in der Nordecke des Lagers, auf die die Kommission gestoßen war, werden heute als Reste eines zur Turmstelle Wp 2/23 (siehe unten) gehörenden jüngeren Wachturms interpretiert.
Die Besatzung des Lagers bestand aus einer namentlich nicht bekannten Vexillatio, der hierhin abkommandierten Einheit einer größeren Auxiliartruppe oder Legion. Von dem ursprünglichen Kastell ist in dem zum großen Teil modern überbauten Gelände nichts mehr zu sehen. Die vollständige und authentische Rekonstruktion (siehe unten) befindet sich an einer anderen Stelle.

## Projekt „Limeskastell Pohl“
Im Juni 2007 wurde der Förderkreis Limeskastell Pohl e. V. gegründet. Er umfasst inzwischen über 270 Mitglieder (Stand September 2017) und hat sich die „Initiierung und Förderung von Projekten, Aktionen, Veranstaltungen und Publikationen rund um das UNESCO-Weltkulturerbe Limes im Raum Nassau, Nastätten und Katzenelnbogen“ zum Ziel gesetzt. In diesem Zusammenhang wurde das Limeskastell Pohl – etwas versetzt vom historischen Standort – als spekulative Rekonstruktion auf Grundlage der Befundpläne wiedererrichtet. Mit den Entwürfen wurde ein Limburger Architekturbüro betraut. Die Baumaßnahmen begannen im September 2009 und wurden im Mai 2011 abgeschlossen. Die Eröffnung fand am 1. Oktober 2011 statt.

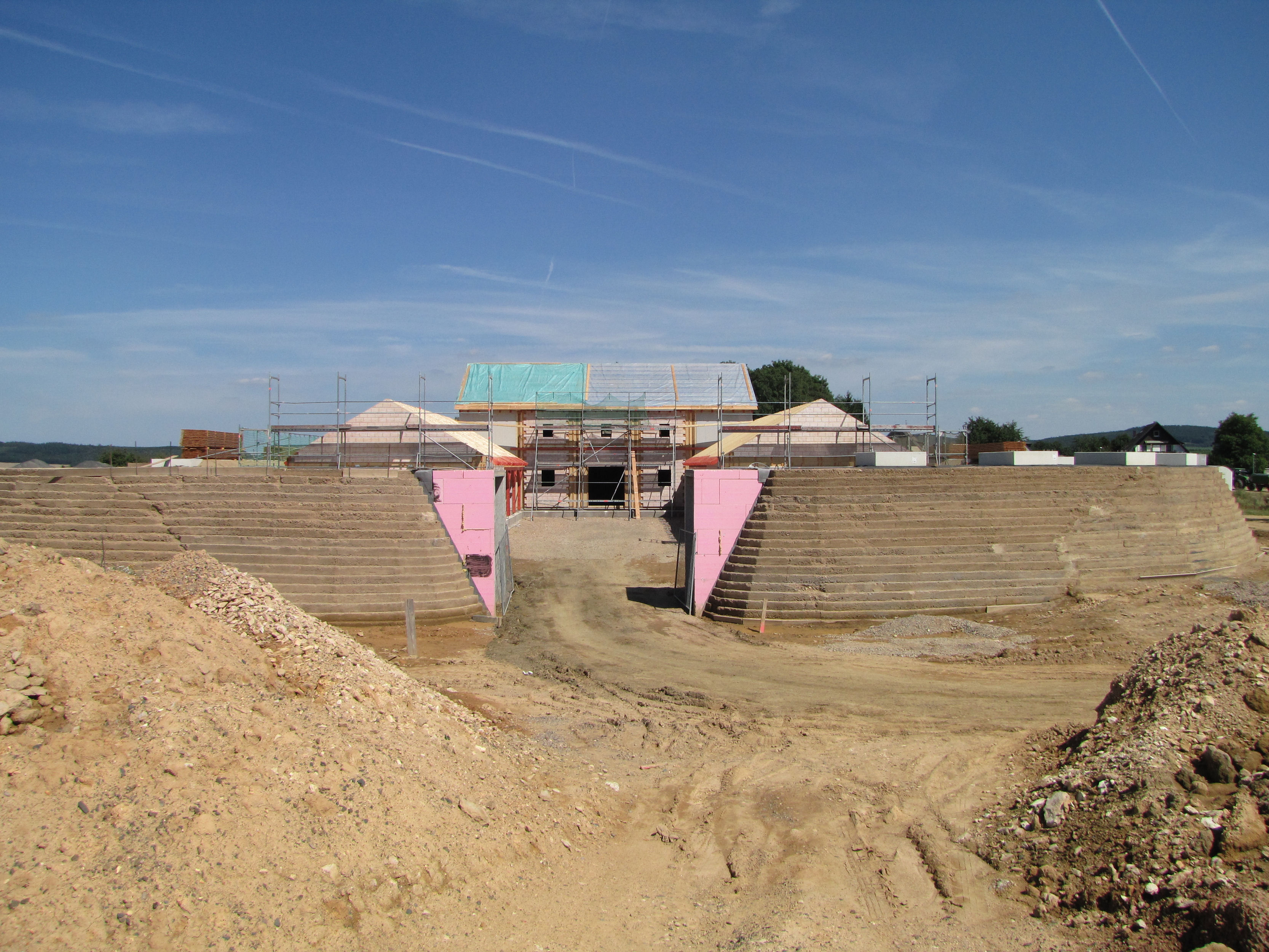
Bauarbeiten zum Rekonstruktionsversuch des Kleinkastells Pohl 2010
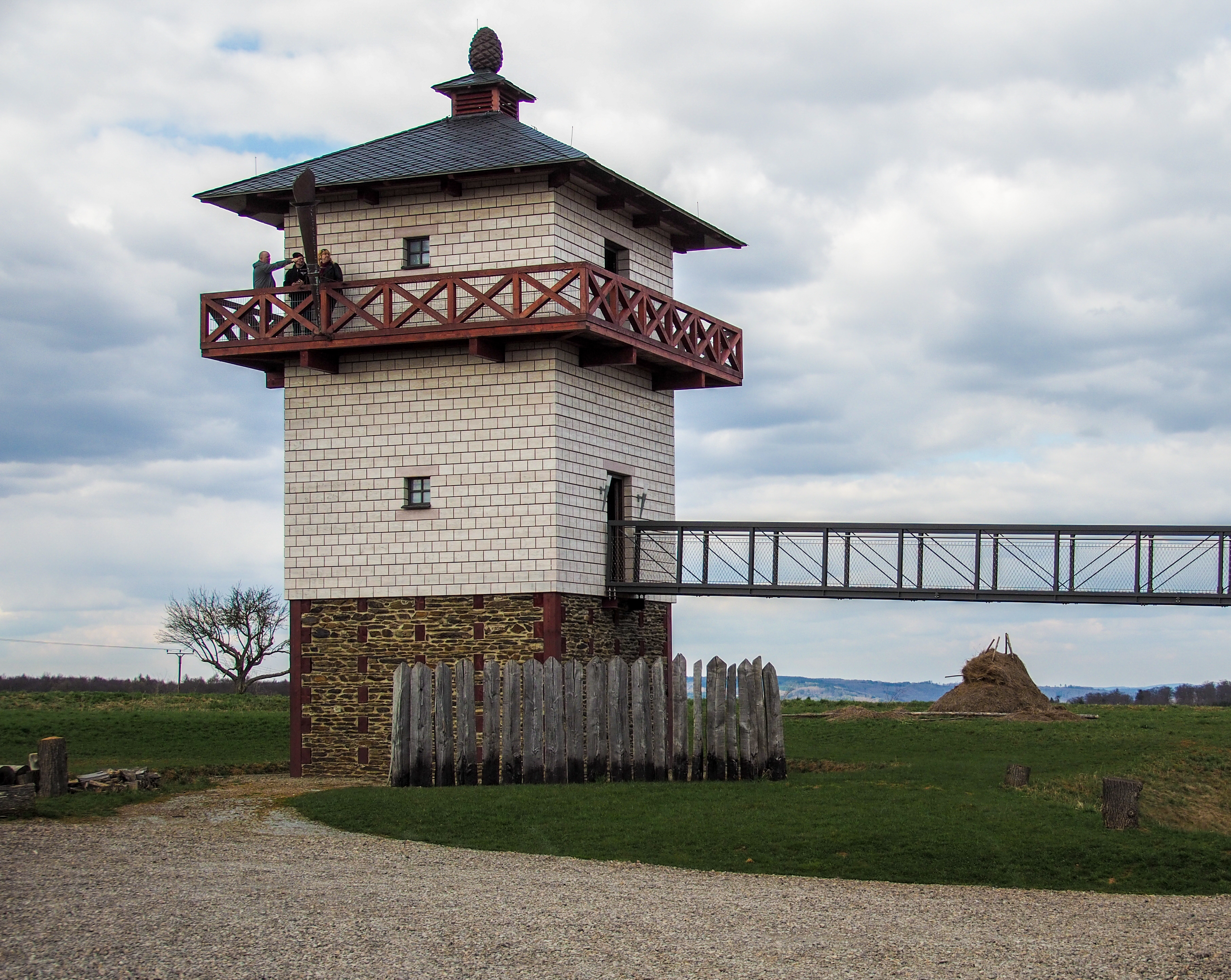
Der über eine Brücke erreichbare Wachturm
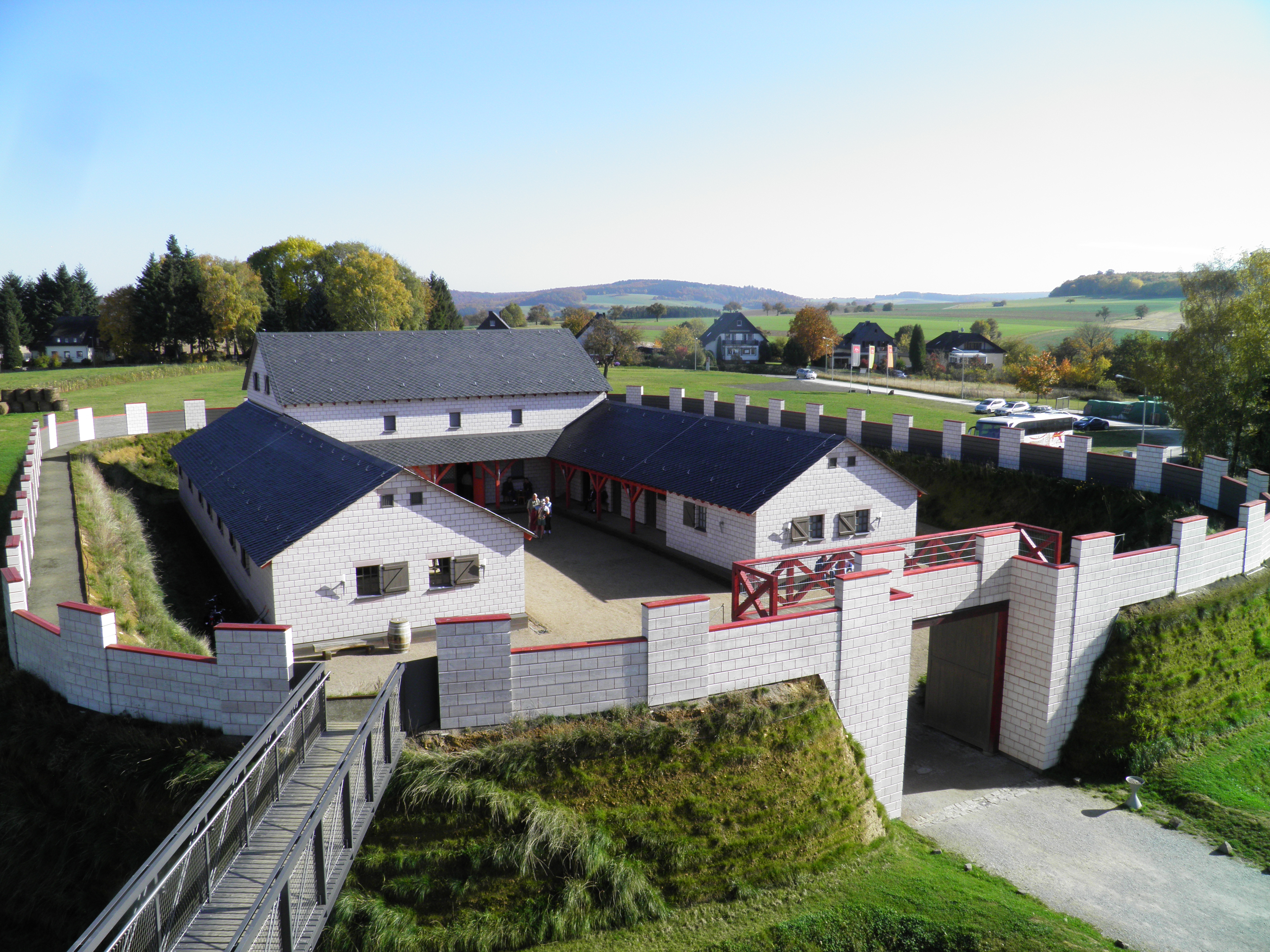
Das Kleinkastell vom Wachturm aus
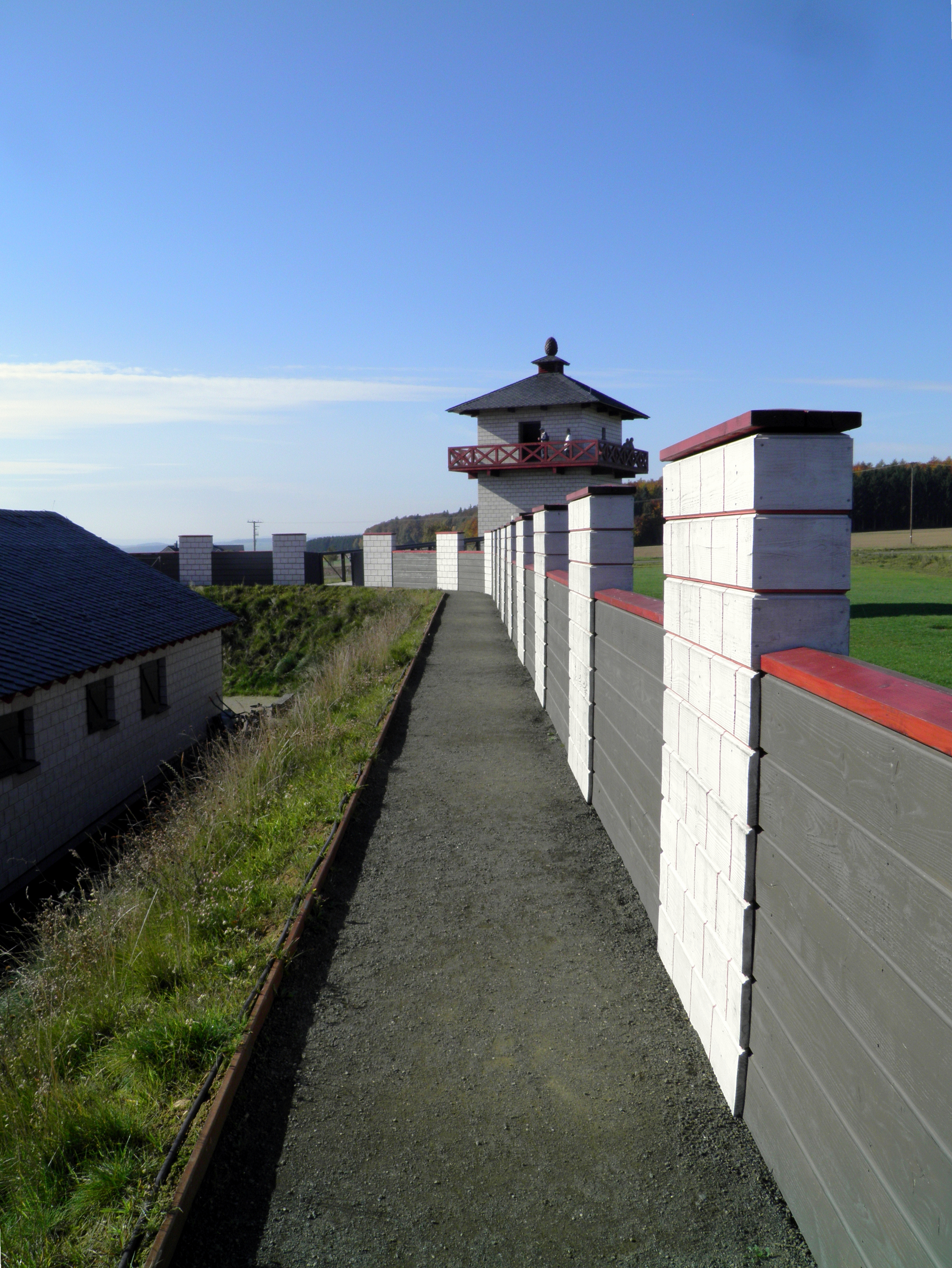
Wallanlage mit Wehrgang von innen
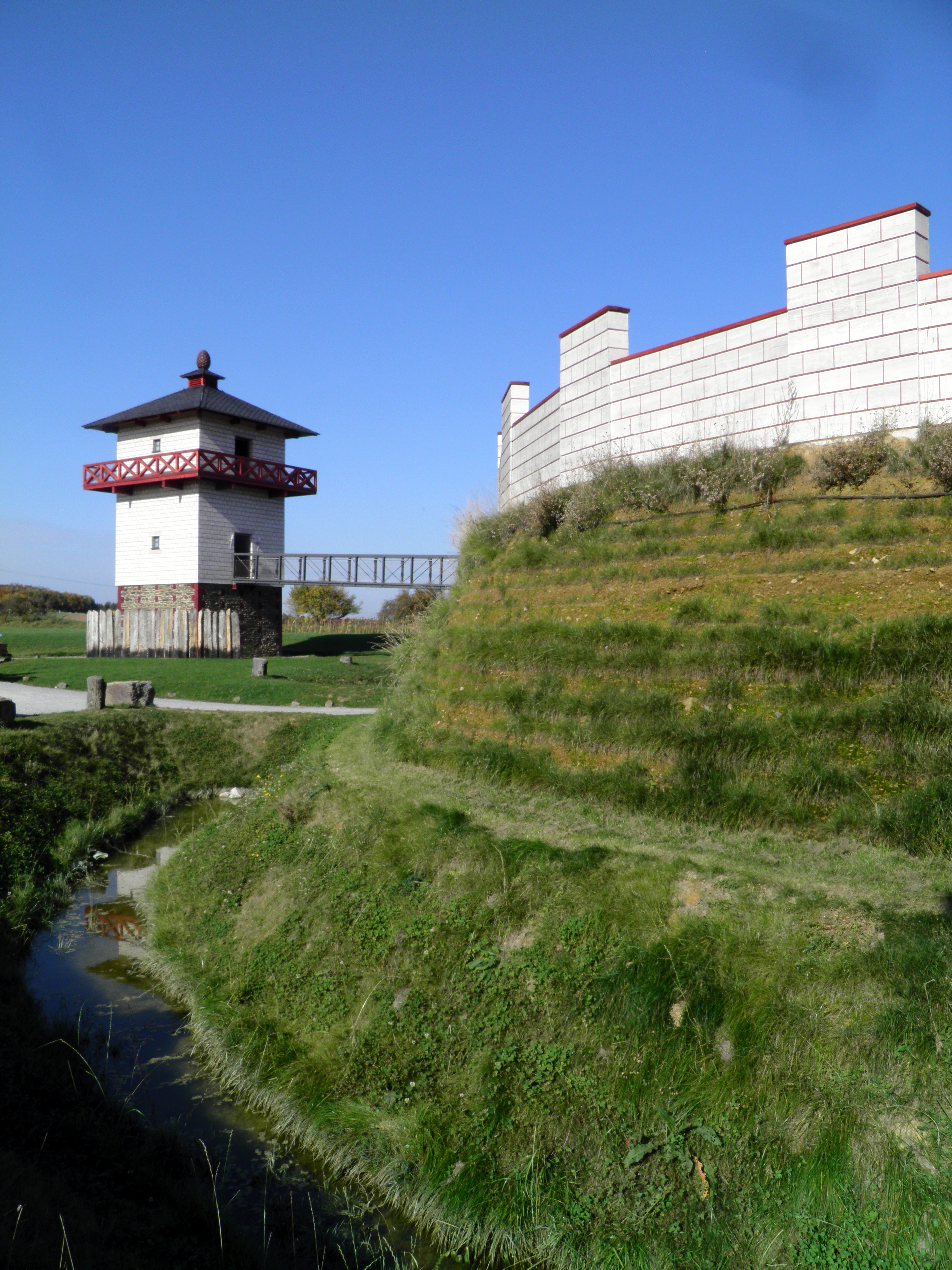
Wallanlage von außen
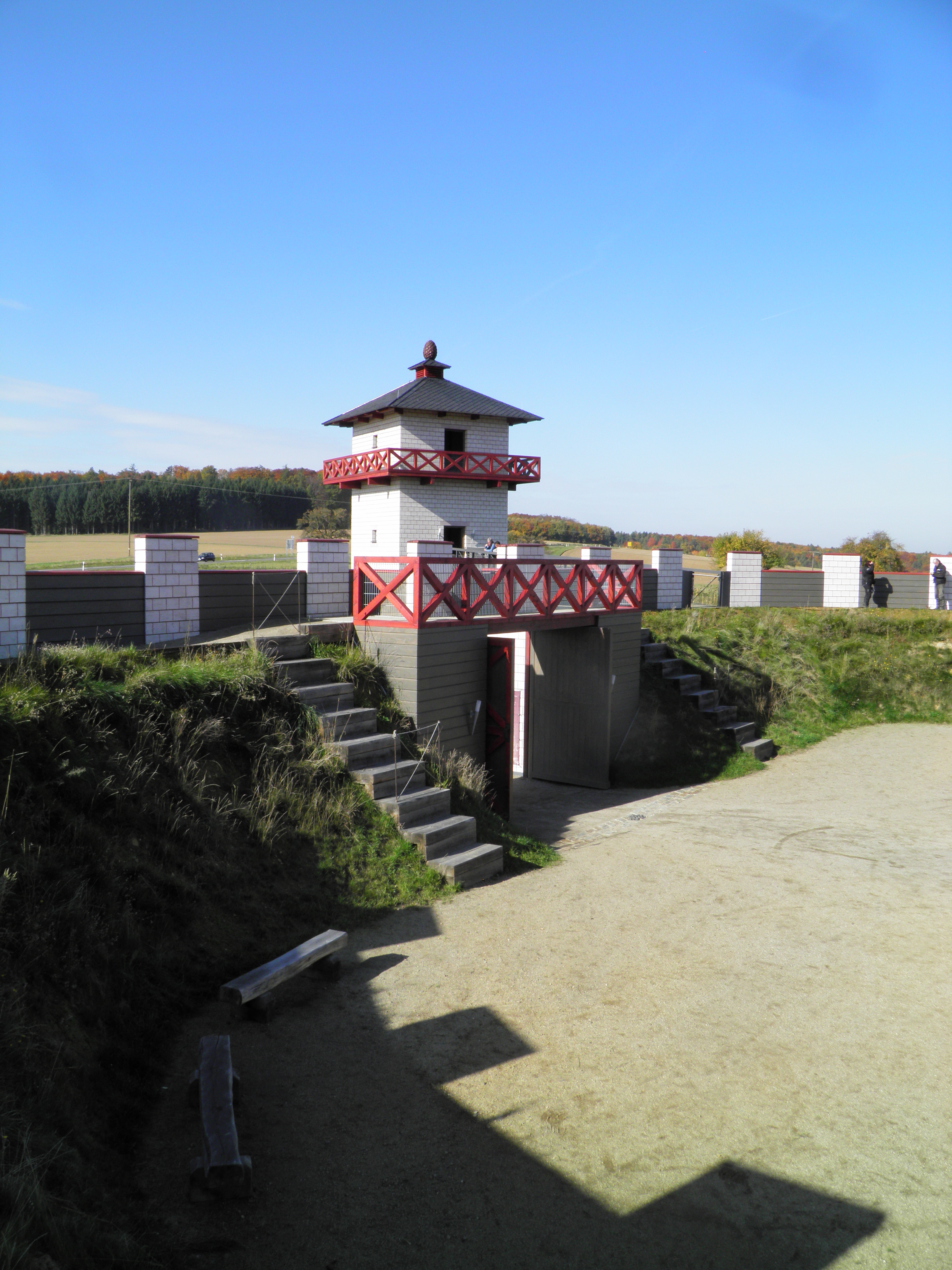
Die spekulative Toranlage von innen
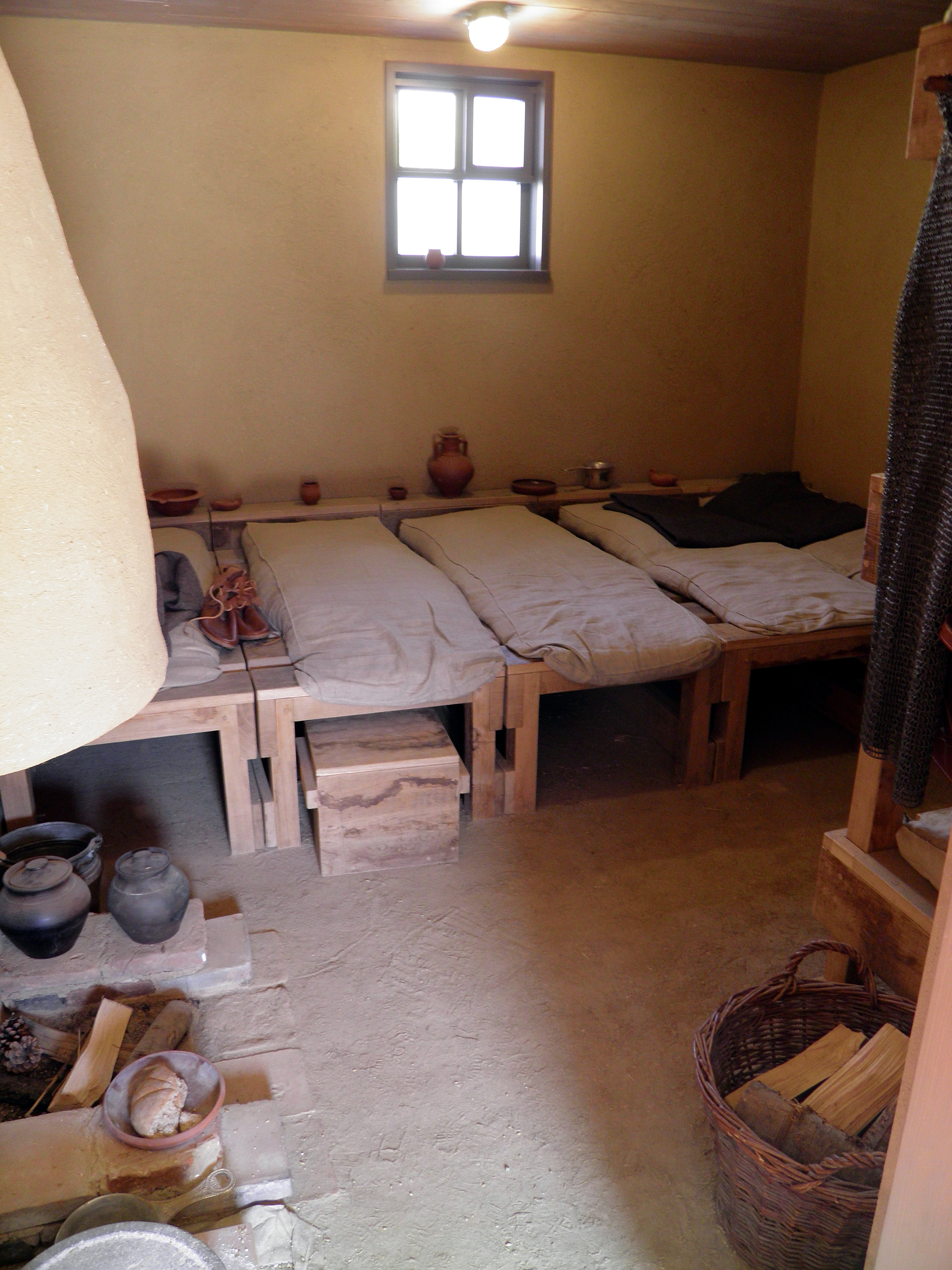
Rekonstruktionsversuch eines Mannschaftsquartiers

## Limesverlauf zwischen den Kleinkastellen Pohl und Pfarrhofen
Der Limes verläuft in einem großen Bogen um das ehemalige Kleinkastell (und den heutigen Ort Pohl) und zieht dann in südöstliche Richtung auf das Kleinkastell Pfarrhofen zulaufend teils durch Waldgelände, in dem er noch sehr gut erhalten ist, teils durch heute landwirtschaftlich genutzte Flächen, auf denen heute nichts mehr wahrzunehmen ist. Dabei steigt er um knapp 40 Höhenmeter an.

| ORL              | Name/Ort                | Beschreibung/Zustand |
| ---------------- | ----------------------- | --- |
| Wp 2/23          |                         | Vermutete, aber nicht sicher nachgewiesene Turmstelle in unmittelbarer Nähe des Kleinkastells Pohl. |
| KK               | Kleinkastell Pohl       | siehe oben |
| Wp 2/24          |                         | Aufgrund der Entfernung zwischen Wp 2/23 und Wp 2/25 sowie der topographischen Gegebenheiten vermutete, aber nicht archäologisch nachgewiesene Turmstelle. |
| Wp 2/25          | „Im Pohler Wäldchen“    | Noch heute im Gelände wahrnehmbare Turmstelle mit zwei Holztürmen und einem Steinturm. Der quadratische Steinturm hatte bei einer Seitenlänge von annähernd 5,50 m eine Mauerstärke von nur 80 cm. In etwa zwei Metern Abstand war der Turm von einem ebenfalls nahezu quadratisch verlaufenden flachen Graben umgeben, der stellenweise mit großen Mengen Brandschutt, Hüttenlehm und Schieferplatten verfüllt war. In der westlichen Ecke des Turms befand sich eine 75 cm breite, 1,40 m lange und 2,40 m tiefe Grube unbekannter Bestimmung. Sie war mit dem Bauschutt des Turmes angefüllt. Unmittelbar vor der Steinturmstelle waren Limeswall und großer Graben unterbrochen. Die Grundmauern des Steinturms sind konserviert. Die beiden Holztürme befanden sich auf einer rund 8,80 m durchmessenden, kreisrunden Plattform. Die Pfosten des inneren Turms wiesen auf einen quadratischen Grundriss von 2,30 m Seitenlänge hin, die des äußeren Turms sprachen für eine Seitenlänge von rund fünf Metern. Die Holztürme waren von Ringgräben umgeben. Der innere Ringgraben besaß einen Durchmesser von etwa 11,40 m (Sohle-Sohle), der äußere von 19,5 m. Beide Gräben wiesen an der Nordostseite eine Unterbrechung auf. Der innere Graben war zum Teil mit großen Mengen Brandschutt, Keramikscherben und Holzkohle verfüllt, der Boden durch Hitzeeinwirkung rötlich verziegelt. Die Limespalisade passierte die Holzturmstelle in rund 15 m Abstand. Sie schneidet dabei die südwestliche Böschung eines vorgeschichtlichen Grabhügels. |
| Wp 2/26          | „Bei Obertiefenbach“    | Nicht mehr wahrnehmbare Turmstelle, deren Steinturm identifiziert und teilweise freigelegt werden konnte. Es handelte sich bei dem Steinturm um ein quadratisches Bauwerk von etwa 5,50 m Seitenlänge. Ausweislich der Befunde war der Turm durch Feuer zerstört worden. Vor der Turmstelle wies der Limesgraben eine mindestens 13 Meter lange Unterbrechung auf. |
| Wp 2/27          | „Im Kohlwald“           | Noch sehr gut erkennbare Turmstelle, bestehend aus zwei Holztürmen und einem Steinturm. Die Stelle war bereits 1874 von Cohausen beschrieben und ausgegraben worden. Fabricius nahm 1897 die Untersuchungen wieder auf. Der rechteckige Steinturm wies Seitenlängen von 5,65 m mal 6,28 m auf, die Stärke seiner Mauern betrug 75 cm. Umgeben wurde der Turm von einem flachen, 60 cm breiten Graben, der – bis auf die abgerundeten Ecken – ebenfalls eine rechteckige Form aufweist. Der Abstand zwischen Turm und Graben belief sich auf 2,65 m bis 3,20 m. Der Limeswall und der große Graben, nicht jedoch der Palisadengraben, waren direkt vor dem Steinturm unterbrochen. Die Holzturmstelle, die zwei Bauphasen aufwies, lag unmittelbar südlich des Steinturms. Die Holztürme befanden sich auf einer kreisrunden Plattform mit etwa 8,50 m Durchmesser. Die Pfosten des inneren Holzturms wiesen auf ein rechteckiges Bauwerk von 2,35 m mal 2,50 m Seitenlänge hin. Der äußere Holzturm hatte einen Grundriss mit einer Seitenlänge von etwa 4,90 m. Beide Türme waren von Ringgräben umzogen. Der innere Ringgraben hatte einen Durchmesser von 11,50 m bis 12,00 m. Er war etwa drei Meter breit und wies eine Tiefe zwischen 1,55 m und 1,90 m auf. Der äußere Ringgraben war breiter, aber weniger tief. Er besaß einen Durchmesser von rund 19,50 m (von Grabensohle zu Grabensohle). Beide Gräben waren an der Ostseite unterbrochen.                                                                                               |
| Wp 2/27 bis 2/28 |                         | Zwischen den Wachtürmen Wp 2/27 und 2/28 wurde der Verlauf des Limes während der 1897er Ausgrabungen an 40 bis 50 Stellen geschnitten, um die Struktur und den Verlauf des Walls, des großen Grabens und des Palisadengraben näher zu erkunden. |
| Wp 2/28          | „Am Oberen Pfarrhofen“  | Nicht mehr sichtbare Turmstelle, deren Steinturm identifiziert und untersucht werden konnte. Der Steinturm war ein quadratisches Bauwerk von 5,33 m Seitenlänge. Seine Mauerstärke betrug 80 cm. Die Sohle des Limesgrabens befand sich etwa 23 m vom Turm entfernt. Er war in diesem Bereich unterbrochen, um zwei mit Steinen gestickten Hohlwegen den Übergang über den Limes zu ermöglichen. Ein Holzturm konnte an dieser Turmstelle nicht ermittelt werden. |
| KK               | Kleinkastell Pfarrhofen | siehe Hauptartikel Kleinkastell Pfarrhofen |

## Denkmalschutz
Das Kleinkastell Pohl und die erwähnten Bodendenkmale sind als Abschnitt des Obergermanisch-Rätischen Limes seit 2005 Teil des UNESCO-Welterbes. Außerdem sind die Anlagen Kulturdenkmale nach dem Denkmalschutz- und -pflegegesetz (DSchG) des Landes Rheinland-Pfalz. Nachforschungen und gezieltes Sammeln von Funden sind genehmigungspflichtig, Zufallsfunde an die Denkmalbehörden zu melden.